# María Guedez
María Balbina Guedez Sarmiento (26 de abril de 1989 en la ciudad de Naguanagua, Carabobo, Venezuela) más conocida como María Guedez o también apodada como la "reina del sambo de América" debido a que ha sido la atleta más importante de este deporte en todo el continente americano, es una sambista venezolana famosa por sus destacadas actuaciones en diferentes competencias internacionales. Su primer logro importante fue en el Campeonato Mundial Juvenil de Serbia 2007 en donde logró coronarse como campeona del mundo. En el 2015 logró coronarse por primera vez como campeona del mundo de la categoría adulta. Posee 7 medallas mundiales. Entró en la historia de Venezuela al ser hasta ahora la primera y única medallista venezolana en lograr medalla en Olimpiadas universitarias Kazan 2013.

## Trayectoria deportiva

### Sus Inicios
María Guedez desde muy pequeña era aficionada a todos los deportes, en especial al atletismo, ya que siempre resaltaba por sus cualidades físicas y el deseo inagotable de siempre ganar, también tenía mucha preferencia por los deportes de combates.
Para María no toda en la vida ha sido fácil, sus inicios fueron duros, es la mayor de 7 hermanos e hija de padres de muy bajos recursos, sus primeros años de vida los vivió en una casa de palos y hojas de zinc donde muchas veces su comida era mango las tres veces al día. En el año 1995 sus padres conocieron a unos hermanos evangélicos que le ayudaron económicamente para construir una vivienda.
En los deportes de combate se inició en el judo con el sensei Juan Carlos De Ávila que les daba los entrenamientos en una escuela en el barrio de Gonzales plaza. Luego pasó a manos de los sensei Fanny Noguera y Emilio franco en el Club de la Universidad de Carabobo. A los 17 años paso a entrenar en el Club de Sambo y Judo de las "Cocuicitas", el mejor club de sambo de toda la historia del sambo venezolano, dirigida por los que hasta ahora son sus entrenadores Yeimer López y Wilie García; este último uno de los mejores judocas masculino que ha tenido Venezuela en toda su historia, al lograr el 7.º puesto en los juegos Olímpicos de Barcelona 1992.

### Carrera en el sambo
María Guedez es la atleta más famosa y exitosa de sambo de todo el continente americano. De 8 mundiales a los que ha hecho presencia ha logrado 7 medallas mundiales  (3 medallas mundiales Juveniles y 4 medallas Mundiales Adultas). Solo una vez se ha quedado fuera de un pódium mundial y fue en el año 2010 en su primer campeonato mundial adulto donde cayó ante la campeona mundial de sambo y judo la mongola Urantsetseg Munhbat por un marcador de 5 por 3. Además de las medallas mundiales María Guedez se ha titulado 4 veces campeona Panamericana.
En el 2013 asistió a los World Combat Games de Sant Petersburgo donde se colgó la medalla de bronce al caer aventajada en semis final por la Búlgara Galya Ivanova luego tuvo que ir al repechaje donde superó a la representante de Francia y por último logra ganarle a la serbia Ljiljana Savanovic en un arduo combate que quedó con un marcador cerrado de 2 por 1 a favor a la venezolana.
En el mismo 2013 asistió a la Universiadas de verano de kazan 2013 donde también pudo colgarse la medalla de bronce ya que perdió en un polémico combate contra la rusa Yelena Bondareva quien contaba con el apoyo de ser la anfitriona, dos años más tarde María tuvo una revancha con Yelena Bondareva al verse las caras en la final de la Copa del Mundo Albert Astakhov, esta vez la victoria fue para la venezolana al derrotar a la rusa por un marcador de 2 por 0.
En noviembre de 2015 la venezolana hizo historia en el sambo venezolano al coronarse como campeona del mundo de la categoría adulta en los 48 kilogramos. Fue un mundial bastante difícil para ella ya que pudo haber quedado eliminada en cualquiera de las rodas anteriores ya que todos su combates se definieron en los últimos segundos. En la final María se tuvo que enfrentar a la representante de Kazajastan, fue un combate muy explosivo de principio a fin pero la gallardía de la venezolana fue superior a la de la asiática, el marcador final fue 1 por 0.
Luego de titularse Campeona del Mundo María se quedó entrenando en Tierras Europeas específicamente en el Club de Sambo y Judo de “Monpelliev Sporting Club” en Francia bajo la tutela del entrenador de la selección Nacional de Francia Guillaurme Alberti también entreno durante dos Meses en los Clubes más importantes de Rusia en cuanto a Sambo se Refiere, los clubes de “Sambo-70” en Moscú y el Club “KSHVSM” en la ciudad de Sant Petersburgo, club donde se entrenaba el mismísimo presidente de Rusia Vladímir Putin.
En el año 2016 compitió en la Worl Cup Memorial “Anatoly Kharlampiev” una de las competencias más fuerte del mundo después del mundial y logró colgarse la medalla de bronce.

### Carrera nacional
María Guedez pertenece a la selecciona nacional de sambo de Venezuela desde el año 2007 hasta la actualidad 2016.

## Reconocimientos
- Botón de orden "José Felix Ribas" galardón otorgado por el presidente de la República Bolivariana de Venezuela Nicolás Maduro Moros en el año 2013.
- Botón de honor del "Árbol del Samán" otorgado por el alcalde del Municipio Naguanagua Alejandro Feo la Cruz año 2014.
- Atleta del año de la Federación Venezolana de Sambo en los años 2007, 2011, 2012, 2013, 2014, 2015.
- Atleta Del año de la Facultad De Ciencias De la educación de la Universidad de Carabobo en los años 2013, 2014, 2015.
- Galardón de "Excelencia Deportiva" otorgado por la Dirección de Deporte y ente rectoral de la Universidad de Carabobo.

## Universidad
Curso estudios en la Universidad de Carabobo donde se graduó como licenciada de deporte y recreación.

## Palmarés
| Competencia                                            | Categoría | Medalla |
| ------------------------------------------------------ | --------- | ------- |
| Campeonato Mundial Sombor Serbia 2007                  | Juvenil   | Oro     |
| Campeonato Mundial Taskent Uzbeksitan 2008             | Juvenil   | Bronce  |
| Campeonato Mundial Sofia Bulgaria 2009                 | Júnior    | Bronce  |
| Campeonato Mundial Taskent Uzbeksitan 2010             | Adulto    | 7th     |
| Campeonato Mundial Vilnius Lithuania 2011              | Adulto    | Bronce  |
| Campeonato Mundial Minsk Bielorrusia 2012              | Adulto    | Bronce  |
| Copa del Mundo Universitaria Rusia 2012                | Sub-25    | Bronce  |
| Campeonato Panamericano Panamá 2013                    | Adulto    | Oro     |
| Juegos Mundiales Universitarios kazan Rusia 2013       | Sub 27    | Bronce  |
| Juegos Mundiales de Combate St. Petersburgo Rusia 2013 | Adulto    | Bronce  |
| Campeonato Mundial St. Petersburgo Rusia 2013          | Adulto    | Bronce  |
| Campeonato Panamericano Managua Nicaragua 2015         | Adulto    | Oro     |
| Campeonato Mundial Casa Blanca Marruecos 2015          | Adulto    | Oro     |
| Copa del Mundo de Moscú Rusia 2016                     | Adulto    | Bronce  |